# Шчолково
Шчолково (рус. Щёлково) град је у Русији у Московској области. Према попису становништва из 2010. у граду је живело 110.380 становника.

## Становништво
Према прелиминарним подацима са пописа, у граду је 2010. живело 110.380 становника, 2.485 (2,20%) мање него 2002.
| 1939.  | 1959.  | 1970.  | 1979.   | 1989.   | 2002.   | 2010.   |
| ------ | ------ | ------ | ------- | ------- | ------- | ------- |
| 27.209 | 62.051 | 78.288 | 100.281 | 109.225 | 112.865 | 110.380 |

## Градови побратими
- Бровари
- Хемер
- Лохја
- Талси